# Брудос, Джерри
Джером Генри Брудос (англ. Jerome Henry Brudos; 31 января 1939 года — 29 марта 2006 года), более известный, как Джерри Брудос — американский серийный убийца. Он также известен под прозвищами «Похотливый убийца» («The Lust Killer») и «Убийца — обувной фетишист» («Shoe Fetish Slayer»). Совершил доказанных 4 убийства.

## Биография
Джером Генри Брудос родился в 1939 году в Южной Дакоте, а вырос в Калифорнии. В пятилетнем возрасте он нашёл на свалке пару женских туфель на высоких каблуках и принес домой. Джерри надел туфли, но тут его заметила разъяренная мать и велела выбросить мусор. Джерри не послушался и спрятал туфли. Через некоторое время мать их нашла и сожгла.
С возрастом он стал проникать в чужие дома, чтобы украсть туфли, иногда брал женское нижнее бельё.
В возрасте 17 лет, угрожая ножом, он заставил девушку позировать голой перед фотокамерой. Он был осужден и направлен на принудительное лечение в Орегонский государственный госпиталь. Через девять месяцев Брудоса освободили.
Вскоре Джерри окончил колледж по специальности техника-электронщика. Он женился и переехал в Портленд, штат Орегон. Позже к ним переехала и его мать. В семье родились двое детей.
Отношения Брудоса с женой не распались, несмотря на то, что Брудос делал странные вещи. Он одевался в женскую одежду, просил жену гулять голой вокруг дома. Он получал от жены отказы и уходил к себе в гараж. Позже жена нашла там фотографии голых женщин.

## Преступления
В период с 1968 до 1969 годов в Портленде стали пропадать женщины.
Первой жертвой стала девятнадцатилетняя Линда Слоусон, которая работала поквартирным распространителем энциклопедий. Она позвонила ему в дверь. Брудос затащил её в подвал, ударил палкой и задушил. Мертвую раздел и стал надевать на неё вещи из своей коллекции. Он отрезал у девушки левую ногу, обул в одну из туфель и поместил в холодильник, а потом избавился от трупа.
Его следующей жертвой была 23-летняя Джен Уитни. Её автомобиль сломался по дороге от колледжа в ноябре 1968. Брудос задушил Уитни в её автомобиле, после чего, совершив половой акт с трупом, вернулся в свою мастерскую, взяв тело с собой. В гараже он совокуплялся с трупом ещё несколько дней, всё это время тело висело на крюке, прикрученном к потолку. Брудос отрезал ей правую грудь, а потом избавился от тела.
27 марта 1969 года 19-летняя Карен Спринкер пропала с подземной парковки универмага, где она должна была встретиться со своей матерью. Брудос при помощи пистолета заставил девушку сесть в его автомобиль. Он привёз её в свою мастерскую, где изнасиловал. Потом он заставил её надевать разное женское нижнее белье из своей коллекции и позировать перед фотокамерой. Он убил её, повесив на крюке, отрезал обе груди, а потом избавился от тела.
22-летняя Линда Сэйли стала следующей и последней жертвой Брудоса. В апреле 1969 он похитил её от торгового центра, привёз в дом, изнасиловал и затем задушил. Он утопил труп в соседнем озере. Брудос совершил нападения ещё на несколько женщин, но им всем удалось спастись бегством. Они дали показания полиции, которые впоследствии и привели к Брудосу и 25 мая 1969 года он был арестован. Оказавшись в полицейском участке, Брудос признался в четырёх убийствах.

## Суд
В доме Брудоса полиция обнаружила вещественные доказательства, подтверждающие убийства. Он был признан виновным и приговорён к смертной казни. После это заменили пожизненным заключением. Так как у Брудоса были проблемы со здоровьем. 
28 марта 2006 года Брудос, в возрасте 67 лет, был найден мертвым в своей камере в Орегонской тюрьме. Причиной смерти стал запущенный цирроз печени.

## В массовой культуре

### В музыке
- О Джерри Брудосе рассказывается в песне «Fatal Foot Fetish» группы «Macabre».

### В кино
- Упоминается в сериале «Охотник за разумом» (1 сезон, 7 серия и 8 серия)